# Andreas Knuffmann
Andreas Knuffmann (* 20. Februar 1964 in Meerbusch) ist ein deutscher Regisseur und Filmproduzent.

## Leben
Knuffmann besuchte das Arndt-Gymnasium in Krefeld und studierte nach dem Abitur European Business Studies an der Fachhochschule Aachen, der Napier University of Edinburgh und der Ecole Superieur de Commerce de Compiegne in Frankreich mit Abschluss im Jahr 1992. 1993 begann er als Volontär bei den SAT.1 Nachrichten in Hamburg, arbeitete anschließend als Reporter und Redakteur.
Nach Stationen in den Produktionsfirmen Polyphon und Multimedia, wo er unter anderem zwei Staffeln der Krankenhausserie Alphateam – Lebensretter im OP produzierte, gründete er 2002 die Hamburger Filmproduktionsfirma „Boomerang Filmproduktion“, die sich auf die Entwicklung und Produktion nicht-fiktionaler Inhalte und von Industrie- und Imagefilmen konzentriert. 2011 gewann sein Film Emiglia den Filmpreis „Goldener Ottocar“ auf dem Filmfestival der Internationalen Automobil-Ausstellung in Frankfurt am Main als beste Reportage.
2014 produzierte er den Dokumentarfilm Macao Gladiator über das Roadracing-Motorrad-Event des Macao Grand Prix. Der Film wurde auf Festivals weltweit selektiert und gewann mehrere Filmpreise, u. a. den Gold Award für „best documentary“ auf dem Filmfestival in Djakarta, Indonesien im Jahr 2014. Auch die Fortsetzung des Filmes über das Roadracing-Event Northwest 200, Northwest Gladiators, gewann verschiedene Filmpreise.
2017 und 2018 produzierte er den Dokumentarfilm The dying King über die in Südafrika immer noch erlaubte Gatterjagd auf Großkatzen. Knuffmann recherchierte und drehte mit versteckter Kamera und dokumentierte gemeinsam mit der Tierschutzstiftung Vier Pfoten. Der Film gewann u. a. den Award for best international documentary auf dem Paragon Film Festival in Los Angeles.
Von 2017 bis 2021 war er Co-Founder der Virtual-Realitiy-Applikation Concert VR gemeinsam mit seinem Partner Sebastian Deyle in Berlin, einer App für virtuelle Konzerte in 3D und 360 Grad. 2020 gründete er die Helping Hands Initiative „Hamburg´s Helden“ gemeinsam mit Peter Pabst von Eyescream Filmproduktion GmbH, Hamburg. Die beiden Filmemacher produzierten auf eigene Kosten Kurzportraits Hamburger Bürger, die sich für andere engagieren. Mit dem Speaker und Coach Wilbert Olinde gründete er 2020 das Podcast-Format „Schaiter Haiter“.
2023 veröffentlicht Knuffmann seinen neuen internationalen Dokumentarfilm Western Cape - Home of Ubuntu auf der Streamingplattform Vimeo. Drei Jahre lang begleitete er mit seinen Teams mehrere Menschen in der Region Kapstadt, in der Provinz Western Cape. Unter anderem porträtiert er einen Mithäftling von Nelson Mandela. Alle vereint eine urafrikanische Philosophie: UBUNTU - Ich bin weil Du bist! Mahatma Gandhi und Nelson Mandela haben immer wieder aufgerufen, sich einander zuzuwenden, füreinander da zu sein. Eine Lehre von Nächstenliebe, Toleranz und Respekt. Unter anderem porträtiert er einen Mithäftling von Nelson Mandela, der 8 Jahre mit ihm auf Robben Island im Gefängnis verbrachte. Oder der Film beschreibt das Leben im Township Imizamo Yethu in Hout Bay. Der Film wird global durch die renommierte Weltververtriebsfirma www.autentic.com vertrieben.
Knuffmann ist verheiratet, hat drei Kinder und lebt in Hamburg.

## Preise (Auswahl)
- 2010: „Goldener OttoCar“ für den Film Emiglia beim Filmfestival der IAA in Frankfurt am Main, Kategorie „Beste Reportage“
- 2014: „Gold Award“ für den Dokumentarfilm Macao Gladiator auf dem International Filmfestival of Indonesia in Djakarta, Kategorie „best documentary“
- 2015: „Gold Award for best international documentary“ für den Film Northwest Gladiators beim International FilmFestival Documentary Feature in Djakarta (Indonesien)

- 2020: Für den Kurzfilm Heute in einem Jahr: Special Mention: Director Short Film, Andreas Kaufmann, beim Five Continents Film Festival (46th FIOCC Festival) Venezuela
- 2017: „Best Documentary Feature Film“ für The dying King, INCA Imperial Film Festival in Lima (Peru)

- 2018: Award „best international documentary“ für The dying King, Paragon Film Festival in Los Angeles
- 2020: Five Continents int. Film Festival, Venezuela, 2020, Audience Award 1st. place for the short film „Heute in einem Jahr“